# Shougang Group
Shougang Group Co., Ltd. er en statsejet kinesisk stålproducent med hovedkvarter i Beijing. Shijingshan Steel Plant blev etableret i 1919 i Shijingshan-distriktet.
Dens børsnoterede datterselskab, Beijing Shougang Co., Ltd. (SZSE: 000959), blev etableret i 1999 og børsnoteret på Shenzhen Stock Exchange i 2005. Øvrige børsnoterede datterselskaber i koncernen er Shougang Concord International, Shougang Concord Century og Shougang Concord Grand.